# Trego (Wisconsin)
Trego es un pueblo ubicado en el condado de Washburn en el estado estadounidense de Wisconsin. En el Censo de 2010 tenía una población de 932 habitantes y una densidad poblacional de 9,77 personas por km².

## Geografía
Trego se encuentra ubicado en las coordenadas 45°54′50″N 91°50′8″O / 45.91389, -91.83556. Según la Oficina del Censo de los Estados Unidos, Trego tiene una superficie total de 95.37 km², de la cual 91.27 km² corresponden a tierra firme y (4.3%) 4.1 km² es agua.

## Demografía
Según el censo de 2010, había 932 personas residiendo en Trego. La densidad de población era de 9,77 hab./km². De los 932 habitantes, Trego estaba compuesto por el 95.71% blancos, el 0.43% eran afroamericanos, el 1.72% eran amerindios, el 0.32% eran asiáticos, el 0% eran isleños del Pacífico, el 0.64% eran de otras razas y el 1.18% pertenecían a dos o más razas. Del total de la población el 0.75% eran hispanos o latinos de cualquier raza.